# Retortillo
Retortillo és un municipi de la província de Salamanca, a la comunitat autònoma de Castella i Lleó. Limita al Nord amb Villavieja de Yeltes i Villares de Yeltes, a l'Est amb Boada i Martín de Yeltes, al Sud amb Sancti-Spíritus i a l'Oest amb Hernardinos (municipi d'Olmedo de Camaces).